# Arnolds Park
Arnolds Park é uma cidade localizada no estado americano de Iowa, no Condado de Dickinson.

## Demografia
Segundo o censo americano de 2000, a sua população era de 1162 habitantes. 
Em 2006, foi estimada uma população de 1248, um aumento de 86 (7.4%).

## Geografia
De acordo com o United States Census Bureau tem uma área de 
3,4 km², dos quais 3,4 km² cobertos por terra e 0,0 km² cobertos por água.

## Localidades na vizinhança
O diagrama seguinte representa as localidades num raio de 8 km ao redor de Arnolds Park. 